# سیاشنیتسا
سیاشنیتسا (به صربی: Seljašnica) یک منطقهٔ مسکونی در صربستان است که در پریژپولجه واقع شده‌است. سیاشنیتسا ۷۷۴ نفر جمعیت دارد.